# Жулиен Колев
Жулиен Енчев Колев е български състезател по канадска борба. Роден е в Ямбол на 24 юли 1991. Той е основател и председател на Обединен спортен клуб по канадска борба „Давид-Ямбол“. Работи като треньор, и е със завоювано 3 място на 39-то Световно първенство по канадска борба през 2017 г.

## Успехи
- 2021 г. – Два бронзови медала за лява и дясна ръка в категория до 80 килограма на Европейското първенство по канадска борба за хора с увреждания.[3]
- 2021 г. – Второ място на лява и дясна ръка 25-то Държавно първенство по канадска борба
- 2020 г. – Награда от Община Ямбол за принос в развитието на физическото възпитание и спорт
- 2020 г. – Второ и трето място на 24-то Държавно първенство по канадска борба
- 2019 г. – Второ място на 23-то Държавно първенство по канадска борба
- 2018 г. – Второ място на лява и дясна ръка 22-ро Държавно първенство по канадска борба
- 2017 г. – Трето място на 39-то Световно първенство по канадска борба[4]
- 2016 г. – Четвърто място на Световното първенство за хора с увреждания в Благоевград[5]
- 2016 г. – Второ място на 20-то Държавно първенство по канадска борба